# Faruk Çelik
 (juin 2025).
Si vous disposez d'ouvrages ou d'articles de référence ou si vous connaissez des sites web de qualité traitant du thème abordé ici, merci de compléter l'article en donnant les références utiles à sa vérifiabilité et en les liant à la section « Notes et références ».
Faruk Çelik né le 17 janvier 1956 à Yusufeli, est un homme politique turc. 

## Biographie
Faruk Çelik naît le 17 janvier 1956 à Yusufeli.
Diplômé de l'Institut des études islamiques de Bursa (actuellement faculté de la théologie de l'Université Uludağ). Il fait ses études sur la gestion dans l'Institut de la gestion de Kocaeli.
Il est président de la fédération du Parti du bien-être (RP) de Bursa, vice-président du Parti de la vertu (FP), il cofonde le Parti de la justice et du développement (AKP). Député de Bursa (1999-2011), Şanlıurfa (2011-2015 et 2015-2018) et Artvin (2023-), vice-président du groupe d'AKP dans la Grande Assemblée nationale de Turquie (2002-2007), ministre du travail et de la sécurité sociale (2007-2009 et 2011-2015), ministre d'État chargé des affaires réligieuses (2009-2011) et ministre de l'alimentation, de l'agriculture et de l'élevage (2015-2017).